# Мапелло
Мапелло (итал. Mapello) — коммуна в Италии, располагается в регионе Ломбардия, подчиняется административному центру Бергамо.
Население составляет 5806 человек (на 2004 г.), плотность населения составляет 699 чел./км². Занимает площадь 8 км². Почтовый индекс — 24030. Телефонный код — 035.